# 조상히
조상히(1982년 7월 13일 ~ )는 대한민국의 레이싱 모델이다.

## 경력

### 레이싱모델 경력
- 2007년 - CJ 슈퍼레이스 챔피언십 모델
- 2007년 - 엑스타 타임트라이얼 레이스 모델
- 2007년 - 한국 DDGT 챔피언십 모델
- 2007년 - 서울모터쇼 모델